# دیلیپ پراباوالکار
دیلیپ پراباوالکار (انگلیسی: Dilip Prabhavalkar؛ زادهٔ ۴ اوت ۱۹۴۴) هنرپیشه اهل هند است.
از فیلم‌ها یا برنامه‌های تلویزیونی که وی در آن نقش داشته‌است می‌توان به ادامه بده مونا بهای، سرکار راج، سی کمپانی و معبد اشاره کرد.
وی در سال ۲۰۰۶ برنده جایزه ملی فیلم بهترین بازیگر نقش مکمل مرد شده‌است.